# Culicoides multipunctatus
Culicoides multipunctatus är en tvåvingeart som beskrevs av Malloch 1915. Culicoides multipunctatus ingår i släktet Culicoides och familjen svidknott. Inga underarter finns listade i Catalogue of Life.